# Callistethus ochrogastrus
Callistethus ochrogastrus är en skalbaggsart som beskrevs av Bates 1888. Callistethus ochrogastrus ingår i släktet Callistethus och familjen Rutelidae. Inga underarter finns listade.